# Damparis
Damparis é uma comuna francesa na região administrativa de Borgonha-Franco-Condado, no departamento de Jura. Estende-se por uma área de 8,85 km². Em 2010 a comuna tinha 2 742 habitantes (densidade: 309,8 hab./km²).